# Caesetius rosei
Caesetius rosei är en spindelart som först beskrevs av J.J.A.H.de Bacelar 1953.  Caesetius rosei ingår i släktet Caesetius och familjen Zodariidae.
Artens utbredningsområde är Moçambique. Inga underarter finns listade.